# Saber Khalifa
Saber Khalifa (in arabo صابر خليفة‎?; Gabès, 14 ottobre 1988) è un ex calciatore tunisino, di ruolo attaccante.

## Carriera

### Club
Nella Ligue 1 2012-2013 Khalifa segna 14 gol, tra i quali uno da 65 metri contro l'Nizza, che è stato scelto come gol dell'anno in questo campionato.
Nell'agosto del 2013 il giocatore si trasferisce all'Olympique Marsiglia, firmando un contratto quadriennale.

### Nazionale
Nel 2010 ha esordito in nazionale.

## Statistiche

### Cronologia presenze e reti in nazionale
| Cronologia completa delle presenze e delle reti in nazionale ― Tunisia | Cronologia completa delle presenze e delle reti in nazionale ― Tunisia | Cronologia completa delle presenze e delle reti in nazionale ― Tunisia | Cronologia completa delle presenze e delle reti in nazionale ― Tunisia | Cronologia completa delle presenze e delle reti in nazionale ― Tunisia | Cronologia completa delle presenze e delle reti in nazionale ― Tunisia | Cronologia completa delle presenze e delle reti in nazionale ― Tunisia | Cronologia completa delle presenze e delle reti in nazionale ― Tunisia |
| Data                                                                   | Città                                                                  | In casa                                                                | Risultato                                                              | Ospiti                                                                 | Competizione                                                           | Reti                                                                   | Note                                                                   |
| ---------------------------------------------------------------------- | ---------------------------------------------------------------------- | ---------------------------------------------------------------------- | ---------------------------------------------------------------------- | ---------------------------------------------------------------------- | ---------------------------------------------------------------------- | ---------------------------------------------------------------------- | ---------------------------------------------------------------------- |
| 17-11-2010                                                             | Gaborone                                                               | Botswana                                                               | 1 – 0                                                                  | Tunisia                                                                | Qual. Coppa d'Africa 2012                                              | -                                                                      | 72’                                                                    |
| 8-10-2011                                                              | Radès                                                                  | Tunisia                                                                | 2 – 0                                                                  | Togo                                                                   | Qual. Coppa d'Africa 2012                                              | 1                                                                      | 72’                                                                    |
| 12-11-2011                                                             | Blida                                                                  | Algeria                                                                | 1 – 0                                                                  | Tunisia                                                                | Amichevole                                                             | -                                                                      | 71’                                                                    |
| 9-1-2012                                                               | Sharjah                                                                | Tunisia                                                                | 3 – 0                                                                  | Sudan                                                                  | Amichevole                                                             | 1                                                                      | 75’                                                                    |
| 13-1-2012                                                              | Abu Dhabi                                                              | Costa d'Avorio                                                         | 2 – 0                                                                  | Tunisia                                                                | Amichevole                                                             | -                                                                      |                                                                        |
| 23-1-2012                                                              | Libreville                                                             | Marocco                                                                | 1 – 2                                                                  | Tunisia                                                                | Coppa d'Africa 2012 - 1º turno                                         | -                                                                      |                                                                        |
| 31-1-2012                                                              | Franceville                                                            | Gabon                                                                  | 1 – 0                                                                  | Tunisia                                                                | Coppa d'Africa 2012 - 1º turno                                         | -                                                                      | 83’                                                                    |
| 5-2-2012                                                               | Franceville                                                            | Ghana                                                                  | 2 – 1 dts                                                              | Tunisia                                                                | Coppa d'Africa 2012 - Quarti di finale                                 | 1                                                                      |                                                                        |
| 29-2-2012                                                              | Tunisi                                                                 | Tunisia                                                                | 1 – 1                                                                  | Perù                                                                   | Amichevole                                                             | -                                                                      | 75’                                                                    |
| 27-5-2012                                                              | Monastir                                                               | Tunisia                                                                | 5 – 1                                                                  | Ruanda                                                                 | Amichevole                                                             | -                                                                      |                                                                        |
| 2-6-2012                                                               | Monastir                                                               | Tunisia                                                                | 3 – 1                                                                  | Guinea Equatoriale                                                     | Qual. Mondiali 2014                                                    | -                                                                      | 50’                                                                    |
| 9-6-2012                                                               | Praia                                                                  | Capo Verde                                                             | 1 – 2                                                                  | Tunisia                                                                | Qual. Mondiali 2014                                                    | 1                                                                      |                                                                        |
| 15-8-2012                                                              | Kecskemét                                                              | Tunisia                                                                | 2 – 2                                                                  | Iran                                                                   | Amichevole                                                             | -                                                                      |                                                                        |
| 8-9-2012                                                               | Freetown                                                               | Sierra Leone                                                           | 2 – 2                                                                  | Tunisia                                                                | Qual. Coppa d'Africa 2013                                              | -                                                                      | 48’                                                                    |
| 13-10-2012                                                             | Monastir                                                               | Tunisia                                                                | 0 – 0                                                                  | Sierra Leone                                                           | Qual. Coppa d'Africa 2013                                              | -                                                                      |                                                                        |
| 7-1-2013                                                               | Al Wakrah                                                              | Tunisia                                                                | 1 – 1                                                                  | Etiopia                                                                | Amichevole                                                             | -                                                                      | 46’                                                                    |
| 10-1-2013                                                              | Abu Dhabi                                                              | Gabon                                                                  | 1 – 1                                                                  | Tunisia                                                                | Amichevole                                                             | 1                                                                      | 84’                                                                    |
| 13-1-2013                                                              | Abu Dhabi                                                              | Ghana                                                                  | 4 – 2                                                                  | Tunisia                                                                | Amichevole                                                             | -                                                                      |                                                                        |
| 22-1-2013                                                              | Rustenburg                                                             | Tunisia                                                                | 1 – 0                                                                  | Algeria                                                                | Coppa d'Africa 2013 - 1º turno                                         | -                                                                      |                                                                        |
| 26-1-2013                                                              | Rustenburg                                                             | Costa d'Avorio                                                         | 3 – 0                                                                  | Tunisia                                                                | Coppa d'Africa 2013 - 1º turno                                         | -                                                                      |                                                                        |
| 30-1-2013                                                              | Nelspruit                                                              | Tunisia                                                                | 1 – 1                                                                  | Togo                                                                   | Coppa d'Africa 2013 - 1º turno                                         | -                                                                      |                                                                        |
| 23-3-2013                                                              | Radès                                                                  | Tunisia                                                                | 2 – 1                                                                  | Sierra Leone                                                           | Qual. Mondiali 2014                                                    | -                                                                      |                                                                        |
| 16-6-2013                                                              | Malabo                                                                 | Guinea Equatoriale                                                     | 1 – 1                                                                  | Tunisia                                                                | Qual. Mondiali 2014                                                    | -                                                                      | 70’ 72’                                                                |
| 13-10-2013                                                             | Radès                                                                  | Tunisia                                                                | 0 – 0                                                                  | Camerun                                                                | Qual. Mondiali 2014                                                    | -                                                                      |                                                                        |
| 17-11-2013                                                             | Yaoundé                                                                | Camerun                                                                | 4 – 1                                                                  | Tunisia                                                                | Qual. Mondiali 2014                                                    | -                                                                      |                                                                        |
| 5-3-2014                                                               | Cornellà de Llobregat                                                  | Colombia                                                               | 1 – 1                                                                  | Tunisia                                                                | Amichevole                                                             | -                                                                      | 46’                                                                    |
| 10-9-2014                                                              | Il Cairo                                                               | Egitto                                                                 | 0 – 1                                                                  | Tunisia                                                                | Qual. Coppa d'Africa 2015                                              | -                                                                      | 68’                                                                    |
| 10-10-2014                                                             | Dakar                                                                  | Senegal                                                                | 0 – 0                                                                  | Tunisia                                                                | Qual. Coppa d'Africa 2015                                              | -                                                                      | 88’                                                                    |
| 15-10-2014                                                             | Monastir                                                               | Tunisia                                                                | 1 – 0                                                                  | Senegal                                                                | Qual. Coppa d'Africa 2015                                              | -                                                                      | 84’                                                                    |
| 11-1-2015                                                              | Tunisi                                                                 | Tunisia                                                                | 1 – 1                                                                  | Algeria                                                                | Amichevole                                                             | -                                                                      | 35’                                                                    |
| 27-3-2015                                                              | Oita                                                                   | Giappone                                                               | 2 – 0                                                                  | Tunisia                                                                | Amichevole                                                             | -                                                                      | 64’                                                                    |
| 31-3-2015                                                              | Nanchino                                                               | Cina                                                                   | 1 – 1                                                                  | Tunisia                                                                | Amichevole                                                             | -                                                                      |                                                                        |
| 12-6-2015                                                              | Radès                                                                  | Tunisia                                                                | 8 – 1                                                                  | Gibuti                                                                 | Qual. Coppa d'Africa 2017                                              | 1                                                                      | 75’                                                                    |
| 5-9-2015                                                               | Monrovia                                                               | Liberia                                                                | 0 – 0                                                                  | Tunisia                                                                | Qual. Coppa d'Africa 2017                                              | -                                                                      |                                                                        |
| 9-10-2015                                                              | Radès                                                                  | Tunisia                                                                | 3 – 3                                                                  | Gabon                                                                  | Amichevole                                                             | -                                                                      | 67’                                                                    |
| 19-10-2015                                                             | Radès                                                                  | Tunisia                                                                | 1 – 0                                                                  | Libia                                                                  | Q. Campionato delle Nazioni Africane 2016                              | -                                                                      |                                                                        |
| 25-10-2015                                                             | Radès                                                                  | Tunisia                                                                | 2 – 3                                                                  | Marocco                                                                | Q. Campionato delle Nazioni Africane 2016                              | -                                                                      |                                                                        |
| 4-9-2016                                                               | Monastir                                                               | Tunisia                                                                | 4 – 1                                                                  | Liberia                                                                | Qual. Coppa d'Africa 2017                                              | 1                                                                      | 67’                                                                    |
| 8-1-2017                                                               | Il Cairo                                                               | Egitto                                                                 | 1 – 0                                                                  | Tunisia                                                                | Amichevole                                                             | -                                                                      | 72’                                                                    |
| 23-1-2017                                                              | Libreville                                                             | Zimbabwe                                                               | 2 – 4                                                                  | Tunisia                                                                | Coppa d'Africa 2017 - 1º turno                                         | -                                                                      | 79’                                                                    |
| 28-1-2017                                                              | Libreville                                                             | Burkina Faso                                                           | 2 – 0                                                                  | Tunisia                                                                | Coppa d'Africa 2017 - Quarti di finale                                 | -                                                                      | 86’                                                                    |
| 28-5-2018                                                              | Braga                                                                  | Portogallo                                                             | 2 – 2                                                                  | Tunisia                                                                | Amichevole                                                             | -                                                                      | 67’                                                                    |
| 1-6-2018                                                               | Carouge                                                                | Turchia                                                                | 2 – 2                                                                  | Tunisia                                                                | Amichevole                                                             | -                                                                      | 75’                                                                    |
| 9-6-2018                                                               | Krasnodar                                                              | Tunisia                                                                | 0 – 1                                                                  | Spagna                                                                 | Amichevole                                                             | -                                                                      | 69’                                                                    |
| 18-6-2018                                                              | Volgograd                                                              | Tunisia                                                                | 1 – 2                                                                  | Inghilterra                                                            | Mondiali 2018 - 1º turno                                               | -                                                                      | 85’                                                                    |
| Totale                                                                 |                                                                        | Presenze                                                               | 45                                                                     |                                                                        | Reti                                                                   | 7                                                                      |                                                                        |